# Colleret

Colleret este o comună în departamentul Nord, Franța. În 1 ianuarie 2022 avea o populație de 1.551 de locuitori.